# Unia polsko-moskiewska

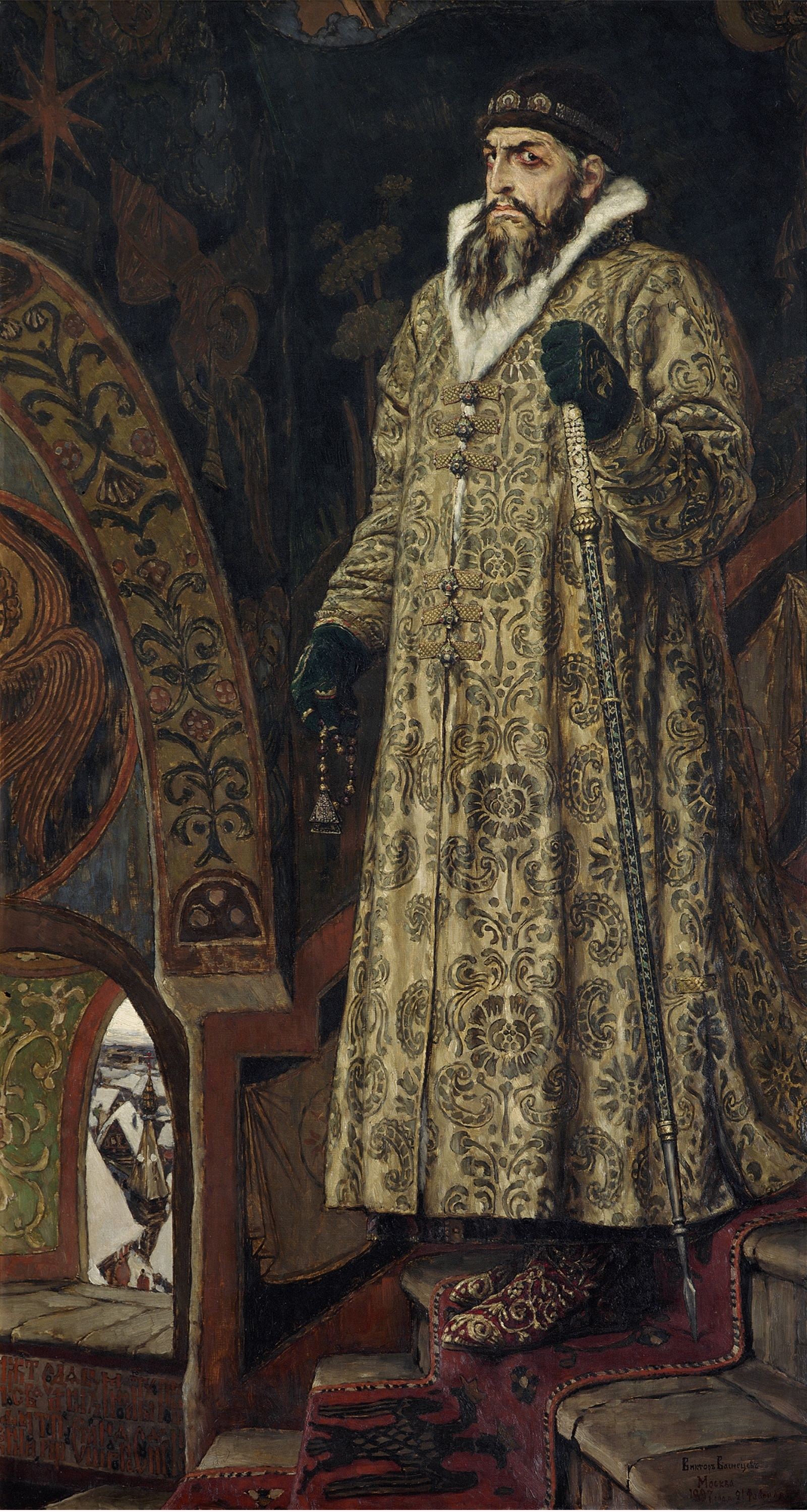
Car Iwan IV miał zwolenników wśród szlachty polskiej podczas bezkrólewia. Obraz pędzla Wiktora Wasniecowa z 1897. Galeria Tretiakowska w Moskwie

Unia polsko-moskiewska (zwana także unią polsko-rosyjską lub unią troistą) – projekt polityczny przekształcenia federacji Korony Królestwa Polskiego i Wielkiego Księstwa Litewskiego tworzącej Rzeczpospolitą Obojga Narodów w organizm trójczłonowy powstały przez połączenie z Carstwem Rosyjskim.

Projekt unii polsko-moskiewskiej powstał po śmierci króla Zygmunta Augusta w 1572, gdy rozważano kandydaturę Iwana IV podczas wolnej elekcji na tron polski. Choć posiadał poparcie części szlachty, sam Iwan nie wyrażał zainteresowania polskim tronem; jak podsumował w Sejmie Jan Sierakowski: 

Wielki Książę Moskiewski byłby najlepszym kandydatem do tronu, jednak nie wyraża on nim zainteresowania.

 W późniejszym okresie tronem polskim był zainteresowany Fiodor I Rurykowicz, ale projekt upadł, gdyż szlachta domagała się jego konwersji na katolicyzm. W 1600 misja dyplomatyczna Lwa Sapiehy w Moskwie negocjowała z Borysem Godunowem na temat stworzenia federacji i objęcia tronu przez potomka Godunowa lub Zygmunta III Wazy. Dyskutowano zniesienie barier w handlu i podróży, tolerancję religijną, wolność przy zawieraniu małżeństw i wyborze miejsca osiedlenia, jednak strona rosyjska była w większości zaniepokojona procesami polonizacyjnymi (widocznymi już na Litwie), przeciwna tolerancji religijnej (katolicyzm był demonizowany przez prawosławie i na odwrót) i nasilającymi się ucieczkami chłopów z Rosji do Rzeczypospolitej. Znaczącymi zwolennikami tego projektu byli w tym okresie między innymi Jan Zamoyski i Lew Sapieha.
W 1610 podczas wojny polsko-rosyjskiej królewicz Władysław Waza został wybrany przez bojarów carem Rosji, lecz jego ojciec, Zygmunt III Waza, utrącił projekt, chcąc objąć tron moskiewski. Król był żarliwym katolikiem i jego osoba ostudziła poparcie dla Polaków, niwecząc możliwość federacji w tym okresie.
W latach 1656–1658 strona rosyjska sama proponowała kandydaturę rosyjską na tron polski, tym razem to polska strona stawiała trudności. Po raz ostatni projekt takiej federacji został zaproponowany pod koniec XVIII wieku przez króla Stanisława Augusta, który rozważał małżeństwo z cesarzową Katarzyną II.